# Krešimir Kordić
Krešimir Kordić (* 3. September 1981 in Mostar) ist ein bosnischer Fußballspieler.

## Jugend
Kordić spielte in der Jugend für HŠK Zrinjski Mostar und Hajduk Split.

## Vereinskarriere
Den ersten Profivertrag bekam Kordić im Jahr 1999 beim HŠK Zrinjski Mostar, wo er erst zwei Spielzeiten gespielt hat und wohin er 2005 und 2008 zurückgekehrt ist immer für zwei Spielzeiten. Weiter war er in der Saison 2001/02 beim NK Hrvatski dragovoljac, aber spielte nur dreimal. Kordić spielte noch eine gute Saison 2007/08 beim NK Posušje. Im Juli 2010 wechselte er zum slowakischen Verein ŠK Slovan Bratislava, mit dem er slowakischer Meister wurde und den nationalen Pokalwettbewerb gewann.

## Erfolge
- Premijer Liga Bosnien und Herzegowina Meister: 2008/09
- Fußballmeister der Slowakei: 2010/11
- Slowakischer Fußballpokalsieger: 2011